# Melpignano
Melpignano é uma comuna italiana da região da Puglia, província de Lecce, com cerca de 2.209 habitantes. Estende-se por uma área de 10 km², tendo uma densidade populacional de 221 hab/km². Faz fronteira com Castrignano de' Greci, Corigliano d'Otranto, Cursi, Cutrofiano, Maglie.

## Demografia
| Variação demográfica do município entre 1861 e 2011                               |
|                                                                                   |
| Fonte: Istituto Nazionale di Statistica (ISTAT) - Elaboração gráfica da Wikipedia |